# Cheildonichthy kumu
Cá chào mào đất (Danh pháp khoa học: Cheildonichthy kumu) là loài cá thuộc họ cá chào mào Triglidae, sống ở nhiều nơi trên thế giới như New Zealand, Nam Phi, Nhật Bản, Trung Quốc, tại các vùng nước cạn ven bờ biển trên đáy cát, nhưng cũng có ở vùng thềm lục địa sâu tới 180 mét nước.
Trong tiếng Anh, chúng được gọi là Bluefin gurnard, Red Gurnard. Cái tên Gurnard hay Gurnet xuất phát từ động từ tiếng Pháp là grogner, chỉ đến âm thanh do bọng bơi cá phát ra khi cá rời khỏi nước. 

## Đặc điểm
Cá chào mào đất sống mọi nơi ở vùng nước New Zealand trên đáy biển cát hoặc có pha cát ở độ sâu có khi tới 150 mét nước. Chúng được bắt quanh năm, chủ yếu bằng lưới kéo đáy. Mùa sinh sản thường diễn ra vào mùa hè và ấu trùng thường được phát hiện ngoài khơi vào cuối tháng giêng. Cá con sống ở khu vực nhiều dinh dưỡng gần bờ. 

## Mô tả
Cả cá đực và cá cái đều thuần thục ở chiều dài thân từ 20–24 cm khi cúng được 2–3 năm tuổi. Cá chào mào đất sống khoảng 10 năm, dài đến 60 cm và nặng 3 kg. Trung bình cá dài chừng 12–20 cm, nặng 500–1.600 gam. Chúng có màu hồng hơi đỏ, đôi khi hơi nâu ở nửa trên, trắng phía dưới. Vậy ngực lớn màu xanh lá cây có pha xanh dương, mỗi vây có một chấm đen và một số chấm trắng nhỏ. Kiểu màu sắc và những vảy rất nhỏ của cá này phân biệt nó với những loài cá chào mào khác. Thịt cá chắc, màu hồng, hàm lượng mỡ ít hoặc trung bình, thịt cá chào mào đất nhiều kali và calci.

## Chế biến
Cá chào mào thường được bán tươi hoặc làm lạnh. Một loài khác, cá chào mào chấm ít thông thường hơn và vảy nhỏ hơn, không có nhiều giá trị về mặt thương mại. Cá thích hợp với đa số phương pháp nấu. Vảy cá rất nhỏ không cần loại bỏ. Làm sạch cá: bỏ các vây có gai. Để cá nguyên con hoặc cắt thành fillet hay các miếng nhỏ. Da cá dễ loại bỏ. Cá chào mào có xu hướng khô khi cá được nấu ở nhiệt độ quá cao. Khi nướng cá còn da, nên thường xuyên quết thêm dầu ăn hoặc nước ướp để bảo vệ da. Thịt cá ngon khi nướng, kho, chiên hoặc xông khói.